# Bruster's Ice Cream
A Bruster's Ice Cream, Inc., também conhecida como Bruster's Real Ice Cream ou Bruster's, é uma cadeia americana de sorveterias com sede em Bridgewater, Pensilvânia. Sua principal região de operação é a maioria dos estados a leste do Rio Mississippi. Os principais produtos da empresa são sorvete e iogurte congelado, produzidos no local com uma mistura à base de leite em cada loja individual e feitos frescos para evitar a formação de cristais de gelo. Há 200 locais de propriedade independente em 22 estados, na Guiana e na Coreia do Sul.

## História
Bruce Reed começou no negócio de sorvetes na década de 1950, quando, ainda criança, ajudava seus pais na lanchonete deles, a Jerry's Curb Service, em Bridgewater, Pensilvânia, uma pequena cidade localizada a 37 km a noroeste de Pittsburgh. Foi por meio dessa experiência que Reed aprenderia com seu pai os segredos do negócio de restaurantes.
Em 1989, Reed abriu uma sorveteria bem ao lado do Jerry's. Em seguida, Reed começou a operar com o nome Bruster's após 15 meses no negócio.
A Bruster's também começou a franquear e tem pontos de venda no Alabama, Arizona, Califórnia, Delaware, Flórida, Geórgia, Kentucky, Maryland, Massachusetts, Nevada, Nova Hampshire, Nova Jérsia, Nova Iorque, Carolina do Norte, Ohio, Pensilvânia, Carolina do Sul, Tennessee, Texas, Utah, Virgínia, Guiana e, recentemente, também na Coreia do Sul. A Bruster's continua sediada em Bridgewater.

## Co-marca
Algumas unidades da Bruster's também operam como franqueadas da Nathan's Famous, com cachorros-quentes da Nathan's e outros itens do cardápio vena didos além do sorvete.

## Produtos
O livro de receitas que a Bruster's usa consiste em mais de 170 receitas. A Bruster's também faz bolos de sorvete artesanais, cones de waffle caseiros, milkshakes, sundaes e banana splits. A Bruster's introduziu recentemente uma linha limitada de sabores de sorvete não lácteos feitos com leite de aveia.